# Karşıyaka Spor Kulübü
El Karsiyaka S.K. es un club deportivo de Esmirna con secciones de fútbol, baloncesto (Pınar Karşıyaka), voleibol, balonmano, tenis, natación, vela, billar y bolos.

## Historia
Fue fundado en el año 1912 en la ciudad de Esmirna.

## Fútbol

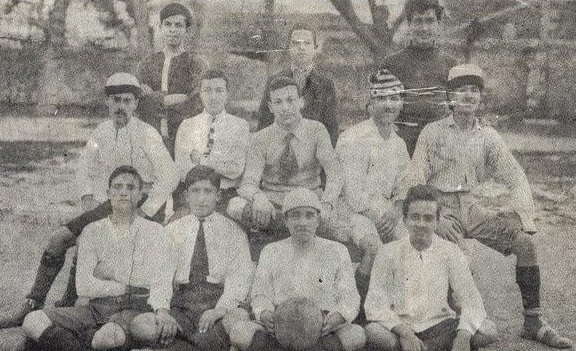
Men of Turkey in 1912

Su equipo de fútbol juega en la TFF Segunda División, la tercera liga de fútbol más importante del país.

### Estadio
Su estadio es el İzmir Alsancak Stadium.